# U5-ös metróvonal (Bécs)
Az U5-ös metróvonal (eredeti nevén: U-Bahnlinie 5) a bécsi metróhálózat leendő, jelenleg építés alatt álló tagja. A vonal tervei már 1967-ben napvilágot láttak, azonban a többi metróvonal építése sürgetőbb volt, így erre a vonalra nem nagyon jutott pénz. Az útvonalát az első tervek elkészülte óta többször módosították már. Jelenlegi elképzelések szerint 2026-ban fogják átadni a metrót Frankhplatz és Karlsplatz között, részben az U2-es vonal alagútját felhasználva, de már tervben van a még el sem készült metró meghosszabbítása először Elterleinplatzig, majd onnan Hernals vasútállomásig.
A vonal színe az eredeti tervek szerint türkizkék. A Wiener Linien 2014 augusztusában szavazást indított a vonal színéről: az eredetileg javasolt türkizkék mellett a rózsaszín volt a kínálatban, de a válaszadók túlnyomó többsége a türkizre szavazott.

## Története

### Kezdeti tervek
Az első terveket 1966 és 1967 között dolgozták ki. E szerint a metró az északnyugati Hernals városrésztől indulva Schottenringen és Pratersternen át egészen az Ernst Happel Stadionig tartott volna. (Ma nagyrészt ezen az útvonalon jár 2008 óta a meghosszabbított U2-es metró, ám az nem érinti Hernalst.)
1973-ban új tervek születtek. Ekkor az U5-ös metrót Meidling Hauptstraßétől a Gürtel déli részéig építették volna meg, lényegében kiváltva a mai 18-as villamost. Erről a tervről hamar lemondtak, mert nagyrészt párhozamos lett volna a Stammstrecke S-Bahn-vonallal.
2003-ban már a mai tervekhez hasonló elképzeléssel álltak elő. E szerint a Gudrunstraße ↔ Hernals útvonalon épült volna meg. A Hernals és Rathaus közötti egyedül járt volna, Rathausnál pedig rácsatlakozott volna az U2-es metróra, mellyel Karlsplatzig együtt haladtak volna. Az U2-es metrónak Karlsplatz maradt volna a végállomása, az U5 pedig továbbhaladt volna egymaga déli irányba. Erről lemondtak, mivel a Rathaus - Karlsplatz szakasz amúgy sem forgalmas.

### Jelenlegi tervek
Tervek szerint 2026-ra készül el a vonal első része, mely Frankhplatztól fog indulni, utána Rathaustól Karlsplatzig az U2-es vonal alagútját fogja használni. Itt található Karlsplatz, Museumsquartier, Volkstheater és Rathaus állomás, valamint a megszüntetett Lerchenfelder Straße állomás is. 2026-tól egy átmeneti időszak lép életbe, ahol az U2 és az U5 együtt közlekedik Karlsplatz és Rathaus között, az U2 a Rathaustól Seestadt felé, az U5 pedig Frankhplatz felé halad tovább. Az ezt követő építkezési blokk után az U2-es metró Karlsplatz, Museumsquartier és Volkstheater nevű állomása egy az egyben átkerül az U5-ös metróhoz, Rathaus pedig az U2-es és az U5-ös metró csomópontja lesz. Érdekesség, hogy Rathaus állomás építésénél már számoltak egy esetlegesen Hernals felől megépülő metróval. Rathaus és a Schottentor megállók között egy szűk ívet hagytak, amely az U2-es és az U5-ös metró üzemi összekötővágánya lehet.
Az U2-es metrót Rathaus állomás után elterelik Matzleinsdorfer Platz vasútállomáshoz, útvonalán keresztezni fogja Neubaugassénál az U3-as, Pilgramgassénál pedig az U4-es vonalat is. Átadása 2030-ban várható, de már a szakasz meghosszabbításának terve is napirenden van Wienerberg felé.
A változásoktól azt várják, hogy az U6-os metrón, 43-as villamoson és 13A buszon megszűnik a jelenlegi zsúfoltság.

## Automatikus metró

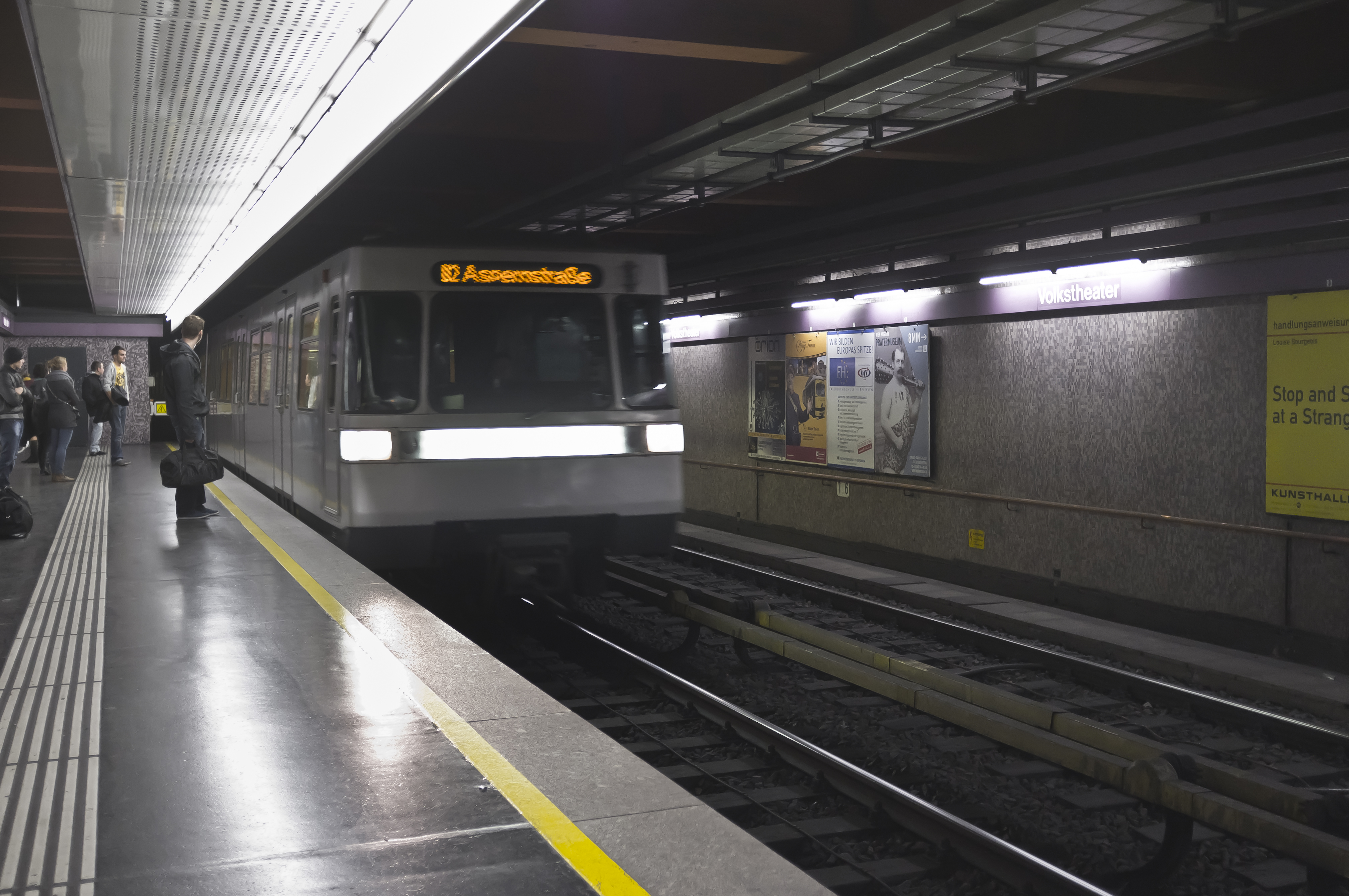
Volkstheater állomás 2011-ben. Az U5-ös átadása után az U2-es helyett az U5-ös fog itt megállni

A metró teljesen automatikus lesz, olyan, mint a budapesti M4-es metró. Járművezető nem lesz, de helyette megnövelt létszámú személyzet lesz a peronokon és a járműveken. Ez az automatizált metró viszont különbözni fog abban a budapestitől, hogy lesznek peronkapuk. Az automatizálás előnye, hogy gyorsabban lehet a metrószerelvényt visszafordítani, mert a vezetőnek nem kell végigsétálnia a szerelvényen. Az automatizálás Bécsben nem teljesen ismeretlen, hiszen az U1, U2, U3 és U4 jelzésű metrók ma is félautomata módban közlekednek.
A vonalra 45 db új generációs járművet fognak venni, amik nem csak az U5-ös vonalon tudnak majd közlekedni, hanem az U6-os metrót kivéve mindegyik bécsi metróvonalon – de ott vezetővel. Erre szükség is van, mivel az új kocsik részben le fogják váltani a Silberpfeile becenevű első szériás U típuscsaládot. Az első új szerelvény 2020 júliusában érkezett Bécsbe, a teljes szériának pedig 2018-as tervek szerint 2030-ig kell megérkeznie.

## Leendő állomáslista
| Karlsplatz         | Károly tér; Szent Károly templom; Operaház; Ring (körút)                                                          |
| Museumsquartier    | Szépművészeti Múzeum; Természettudományi Múzeum Mariahilfer Straße                                                |
| Volkstheater       | Népszínház; Várkert (Burggarten)                                                                                  |
| Rathaus            | Rathaus (Városháza), Parlament                                                                                    |
| Frankhplatz        | A Bécsi Egyetem kampusza, Osztrák Nemzeti Bank (Ma itt található a Landesgerichtsstraße villamosmegálló)          |
| Arne–Carlsson-Park | Arne-Carlsson-Park, Pázmáneum, USA nagykövetség (Ma itt található a Spitalgasse/Währinger Straße villamosmegálló) |
| Michelbeuern–AKH   | Allgemeines Krankenhaus (Bécs legnagyobb kórháza)                                                                 |
| Elterleinplatz     | Hernals-Bevásárlóközpont, Pezzl-Park                                                                              |
| Hernals            | Kongresspark, Kongressbad                                                                                         |

## Fordítás
- Ez a szócikk részben vagy egészben  az   U-Bahnlinie 5 (Wien) című német Wikipédia-szócikk fordításán alapul.  Az eredeti cikk szerkesztőit annak laptörténete sorolja fel. Ez a jelzés csupán a megfogalmazás eredetét és a szerzői jogokat jelzi, nem szolgál a cikkben szereplő információk forrásmegjelöléseként.